# Agustín Elduayen
Agustín Elduayen (San Sebastián, 4 agosto 1964) è un ex calciatore spagnolo, di ruolo portiere.

## Palmarès

### Club

#### Competizioni nazionali
- Coppa di Spagna: 1

Deportivo: 1994-1995
- Supercoppa di Spagna: 1

Deportivo: 1995

### Individuale
- Premio Don Balón: 1

1991-1992